# Eupithecia badeniata
Eupithecia badeniata är en fjärilsart som beskrevs av Schütze 1952. Eupithecia badeniata ingår i släktet Eupithecia och familjen mätare. Inga underarter finns listade i Catalogue of Life.